# Geranomyia samoana
Geranomyia samoana är en tvåvingeart som beskrevs av Edwards 1928. Geranomyia samoana ingår i släktet Geranomyia och familjen småharkrankar. Inga underarter finns listade i Catalogue of Life.